# Kompanie graniczne Korpusu Ochrony Pogranicza
Kompanie graniczne Korpusu Ochrony Pogranicza – pododdziały Korpusu Ochrony Pogranicza pełniące służbę graniczną na wschodnich rubieżach II Rzeczypospolitej.

## Służba graniczna
Odcinek batalionu Korpusu Ochrony Pogranicza dzielił się na pododcinki kompanii granicznych, a te z kolei na pododcinki strażnic, które były „zasadniczymi jednostkami pełniącymi służbę ochronną”, w sile półplutonu. Służba ochronna pełniona była systemem zmiennym, polegającym na stałym patrolowaniu strefy nadgranicznej i tyłowej, wystawianiu posterunków alarmowych, obserwacyjnych i kontrolnych stałych, patrolowaniu i organizowaniu zasadzek w miejscach rozpoznanych jako niebezpieczne, kontrolowaniu dokumentów i zatrzymywaniu osób podejrzanych, a także utrzymywaniu ścisłej łączności między oddziałami i władzami administracyjnymi.
Szerokość odcinka ochranianego przez kompanię graniczną równała się sumie szerokości odcinków podległych strażnic. Szerokość odcinków kompanii określał dowódca korpusu, Głębokość odcinków kompanijnych wynosiła około 15 kilometrów, a określał ją dowódca właściwej brygady lub pułku. Podstawowymi elementami pełnienia służby granicznej były: posterunki obserwacyjno-alarmowe, patrole pogotowia strażnicy, patrole obchodowe dzienne i nocne, zasadzki, Posterunki kontrolne, posterunki ochronnej, eskorty stacyjne i pociągowe i patrole sprawdzające. W 1937 roku zniesiono posterunki alarmowe.

## Szkolenie odwodów kompanijnych
Dowódcę KOP gen. bryg. Henryk Minkiewicz wydał „Tymczasową instrukcję wyszkolenia KOP na rok 1925/1926“. Przewidywała ona całodzienne ćwiczenia w odwodach kompanijnych co najmniej w ramach drużyny. 
W szkoleniu stawiano sobie za cel:
- podniesienie dyscypliny oddziałów pełniących przez czas dłuższy służbę na strażnicy,
- usunięcie braków wyszkolenia szkoły pojedynczego szeregowca, których ze względu na brak środków technicznych nie było można usunąć na strażnicy
- szkolenie i doskonalenie w ramach drużyny

Szkolenie plutonu odwodowego prowadził dowódca plutonu, a program szkolenia opracowywał dowódca kompanii.

## Wykaz kompanii granicznych KOP
Wykaz kompanii granicznych Korpusu Ochrony Pogranicza sprzed 1937 roku
| 24 batalion KOP „Sejny” - 1 kompania Wiżajny - 2 kompania Szypliszki - 3 kompania Hołny - 4 kompania Kalety 23 batalion KOP - 1 kompania Druskienniki - 2 kompania Marcińkańce - 3 kompania Orany - 4 kompania Wójtowo 22 batalion KOP - 1 kompania Rudziszki - 2 kompania Rykonty 21 batalion KOP - 1 kompania Suderwa - 2 kompania Gudolino - 3 kompania Szkrubiszki 20 batalion KOP - 1 kompania Orniany - 2 kompania Kołtyniany - 3 kompania Dukszty - 4 kompania Mierzany 19 batalion KOP - 1 kompania Plusy - 2 kompania Dudnery - 3 kompania Druja 5 batalion KOP - 1 kompania Małuszki - 2 kompania Dzisna - 3 kompania Świecim 7 batalion KOP - 1 kompania Zahacie - 2 kompania Dziwniki - 3 kompania Krzyżówka | 1 batalion KOP „Budsław” - 1 kompania Tumiłowicze - 2 kompania Hnieździłowo - 3 kompania Dołhinów - 4 kompania Olkowicze 10 batalion KOP - 1 kompania Ilia - 2 kompania Chocieńczyce - 3 kompania Bakszty - 4 kompania Olechnowicze 6 batalion KOP - 1 kompania Dubowy - 2 kompania Raków - 3 kompania Żebrowszczyzna - 4 kompania Szarzywszczyzna 8 batalion KOP - 1 kompania Zasule - 2 kompania Doleda - 3 kompania Mikołajewszczyzna 9 batalion KOP - 1 kompania Rakowicze - 2 kompania Smolcze - 3 kompania Lubieniec 15 batalion KOP - 1 kompania Wysiłek - 2 kompania Hawrzylczyce - 3 kompania Rechowicze 16 batalion KOP - 1 kompania Grabów - 2 kompania Lenin - 3 kompania Mikaszewicze 17 batalion KOP - 1 kompania Olchomel - 2 kompania Hutory - 3 kompania Kózki | 18 batalion KOP „Rokitno” - 1 kompania Wojtkiewicze - 2 kompania Białywież - 3 kompania Ostki - 4 kompania Kisorycze 2 batalion KOP - 1 kompania Borowe - 2 kompania Lewacze - 3 kompania Bielczaki 3 batalion KOP - 1 kompania Hałyczówka - 2 kompania Korzec - 3 kompania Sapożyn 11 batalion KOP - 1 kompania Hłuboczek - 2 kompania Kurhan - 3 kompania Nowomalin 4 batalion KOP - 1 kompania Malniów - 2 kompania Dederkały - 3 kompania Łanowce - 4 kompania Białozórka 12 batalion KOP - 1 kompania Troki - 2 kompania Podwołoczyska - 3 kompania Osowite 13 batalion KOP - 1 kompania Touste - 2 kompania Husiatyn - 3 kompania Kociubińczyki 14 batalion KOP - 1 kompania Skała - 2 kompania Turylcze - 3 kompania Kudryńce - 4 kompania Mielnica |

### Kompanie graniczne 1 pułku piechoty KOP Karpaty
Na początkach 1939 roku 1 pp KOP „Karpaty” przejął od Straży Granicznej odcinek granicy polsko-węgierskiej. Pułk wystawił następujące kompanie graniczne:
| II batalion Delatyn - kompania Worochta - kompania Sołotwina - kompania Ludwikówka | I batalion Skole - kompania Ławoczne - kompania Smarze - kompania Borynia (Sianki?) |